# Gambo
Gambo és el nom donat a un cadàver no identificat d'un gran animal marí, que suposadament fou trobat a la platja a Bungalow Beach, a Gàmbia.
Es diu que fou trobada per l'adolescent Owen Burnham i la seva família el matí del 12 de juny del 1983. Owen, un entusiasta dels animals, decidí mesurar-lo i en feu dibuixos car no portava una càmera a sobre. Segons el seu testimoni, no pensà a prendre'n una mostra fins que s'adonà que no podia identificar l'animal en cap llibre. Segons Owen, els habitants locals deien que era un "dofí", però ell assumí que només era per la semblança superficial. La criatura fou decapitada pels habitants del poble, i el cap fou venut a un turista. El cos fou eventualment enterrat i els intents de trobar-lo no han tingut èxit.